# Flufénacet
Le flufénacet est un herbicide oxyacétanilide, dit racinaire, souvent appliqué comme herbicide d'automne, avant la levée des cultures,, notamment celle de l'orge. Il est commercialisé sous les marques Sunfire, Quirinus, Pontos, Trooper et Fosburi.
Ce produit racinaire perd de son efficacité en conditions sèches. La dégradation de cette molécule donne notamment de l'acide trifluoroacétique.

## Formulations
La molécule est associée à des additifs, et parfois à d'autres pesticides (ex : flufénacet + pendiméthaline ou flufénacet + diflufenicanil testés pour le désherbage d'automne comme alternatives aux urées substituées (pour diversifier les modes d'actions sur graminées afin de limiter les phénomènes de résistance aux désherbants) par Arvalis au début des années 2000), avec aussi dans l'une de ses formulations (pour le maïs), associé à un autre pesticide, l'isoxaflutole.

## Pollution
En 2013, selon le bilan de la qualité de l'eau du Ministère français de la Santé, du flufénacet est retrouvé dans deux unités de distribution, apportant de l'eau potable à 75 résidents. Cela correspond à 0,3 % des cas d'eau impropre à la consommation.
En 2024, le flufénacet est catégorisé comme perturbateur endocrinien par l'EFSA,. Or, près de 90% des échantillons analysés par le Pesticide Action Network en Europe, et les trois quarts de ceux prélevés en France, dépassaient la limite de conformité de  0,1 microgramme par litre, rendant ces eaux non conformes aux normes de qualité. Selon le journal Le Monde, si le flufénacet faisait, en 2024, l'objet d'une surveillance réglementaire, plus de la moitié des français seraient concernés par une eau non conforme aux normes de qualité,.

## Perte d'efficacité
En 2019, des cas de résistance au flufénacet ont été constatés en Allemagne ou au Royaume-Uni sur le vulpin des champs (et sur du ray-grass), avec une perte d'efficacité d'environ 10 %. Pour cet  herbicide et pour le prosulfocarbe, des tests sur semences de Vulpin et d'Ivraie et selon l'INRAE, les résultats de ces tests montrent que le risque de résistance d'adventices à ces substances est avéré dans certaines populations.
Au regard de ces problèmes de résistance et du caractère polluant de ce pesticide, le flufénacet pourrait être interdit au niveau européen, au plus tôt mi-2025.